# Aglossochloris recta
Aglossochloris recta là một loài bướm đêm trong họ Geometridae.